# Opération Flavius

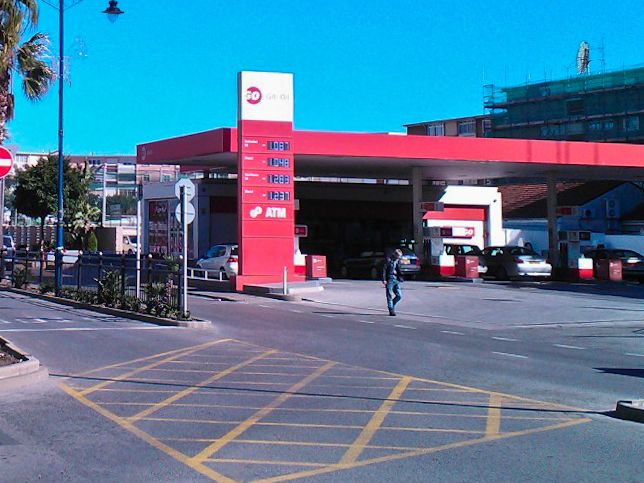
Station essence à Gibraltar où les membres de l'IRA Daniel McCann et Mairéad Farrell ont été tués par le SAS dans le cadre de l'Opération Flavius en 1988.

L' opération Flavius (aussi appelée tuerie de Gibraltar) est une opération controversée du Special Air Service (SAS) britannique, qui aboutit à la mort de trois membres de l'armée républicaine irlandaise provisoire (PIRA) à Gibraltar, le 6 mars 1988.
Deux hommes et une femme, Seán Savage (en) (23 ans), Daniel McCann (en) (30 ans) et Mairéad Farrell (31 ans), sont soupçonnés de préparer une attaque à la bombe contre des soldats britanniques à Gibraltar. Au cours de l'opération visant a les arrêter, les militaires du SAS ouvrent le feu et les tuent. Il s'avère que les trois tués ne sont pas armés, et on ne trouve pas de bombe dans leur voiture. De ce fait, le gouvernement britannique est accusé d'assassinat. Toutefois, des clés trouvées sur le corps de Farrell s'avèrent être celles d'une voiture de location trouvée plus tard à Marbella (à 80 kilomètres de là), contenant soixante-quatre kilogrammes de Semtex et des détonateurs.
Ces trois morts sont les premières d'une série d'événements violents, jusqu'au lynchage de deux militaires anglais à Belfast lors d'un convoi funéraire, le 19 mars 1988.

## Déroulement
Depuis la fin de l'année 1987, les autorités britanniques suspectent l'IRA provisoire de planifier de faire exploser une bombe sur le territoire britannique d'outre-mer de Gibraltar, lors de la cérémonie de relève de la garde, à l'extérieur de la résidence du gouverneur. Quand les membres de l'IRA se rendent en Espagne pour préparer l'attentat, les services de sécurité britanniques sont au courant. Estimant qu'il s'agit de certains des terroristes les plus expérimentés de l'IRA et qu'ils continueront à tuer, ils décident de les laisser entrer à Gibraltar avec leurs explosifs pour les y arrêter en flagrant délit et permettre leur condamnation à de lourdes peines. Cependant, dimanche 6 mars, ils ne repèrent pas Savage lorsqu'il passe la frontière avec une Renault 5 blanche qu'il gare ensuite près du point de rassemblement de la parade. McCann et Farrell sont aperçus peu après en train de passer la frontière à pied puis rencontrer Savage près de la voiture.
Après qu'un démineur a rapporté que la voiture de Savage doit être considérée comme une possible voiture piégée, la police donne l'ordre aux militaires d'appréhender les trois suspects. Alors que les soldats, habillés en civil, se mettent en position pour intercepter les trois Irlandais, Savage se sépare de McCann et Farrell et se dirige vers le sud. Deux soldats le prennent en chasse tandis que deux autres suivent Farrell et McCann. Ce dernier se serait alors retourné et aurait vu les soldats. Ceux-ci, pensant être repérés, sortent leurs armes et, craignant que leurs cibles fassent détoner la voiture par radiocommande, ouvrent le feu. De son côté, Savage se serait retourné en entendant la fusillade et aurait à son tour repéré ses suiveurs qui l'ont abattu pour la même raison. Il s'avère que les trois membres de l'IRA n'étaient pas armés et que la voiture de Savage ne contient aucun explosif. En revanche les clés découvertes sur le corps de Mairéad Farrell permettent aux enquêteurs de faire le lien avec une deuxième voiture trouvée en Espagne contenant des explosifs.

## Controverse
Moins de deux mois après l'opération, le documentaire Death on the Rock (« Mort sur le rocher ») est diffusé par la télévision ITV, le 28 avril 1988. Il s'appuie sur des reconstitutions et des témoignages oculaires, établit que Savage a été abattu dans le dos par un agent du SAS alors qu'il s'enfuyait, et estime que les trois membres de l'IRA ont pu être tués illégalement. Toutefois, ce documentaire est controversé et plusieurs journaux britanniques le décrivent comme « un procès télévisuel ».

## Enquête et jugement
L'enquête sur cette opération commence en septembre 1988. Menée par un juge de Gibraltar, elle apprend que les hommes de l'IRA ont été suivis jusqu'à l'aéroport de Malaga, après quoi ils n'ont pas été surveillés par la police espagnole. Les autorités les perdent de vue jusqu'à ce que Savage soit aperçu garant une voiture à Gibraltar. Tous les soldats témoignent qu'ils ont ouvert le feu car ils ont cru que les suspects étaient sur le point de saisir des armes ou un détonateur. Parmi les témoins oculaires, ceux qui déposent dans le documentaire Death on the Rock affirment que le commando du SAS a tiré sans sommation sur les hommes de l'IRA, qui levaient les mains en l'air ou même étaient étendus au sol. Kenneth Asquez a affirmé dans le documentaire qu'il a vu un soldat tirer sur Savage à plusieurs reprises alors qu'il était au sol. Toutefois, il se rétracte au cours de l'enquête, indiquant avoir reçu des pressions pour donner la première version. Le 30 décembre, le jury rend son verdict et estime que l'opération est légale.
Insatisfaites, les familles portent l'affaire devant la Cour européenne des droits de l'homme. Celle-ci juge en 1995 que l'opération est une violation de l'article 2 sur le droit à la vie de la Convention européenne des droits de l'homme, car les autorités n'ont pas réussi à arrêter les trois suspects à la frontière. En outre, les informations données aux soldats ont rendu presque inévitable le recours à des méthodes létales. Cette décision est considérée comme une jurisprudence importante à propos de l'usage de la force par l'État, qui doit être soumis à un principe de nécessité et de proportionnalité très strict. En l'occurrence, la juridiction a estimé qu'il aurait été possible de procéder autrement sans attenter à la vie des individus.

## Suites
Les corps de Savage, McCann et Farrell sont rapatriés en Irlande par avion le 14 mars. Lors de leurs obsèques au cimetière de Milltown le 16 mars, un loyaliste appelé Michael Stone attaque la foule avec des grenades et une arme à feu, pour venger l'attentat d'Enniskillen commis quelques mois plus tôt. Poursuivi par la foule, Stone tue trois personnes et en blesse une cinquantaine.
Les funérailles de Kevin Brady, tué au cimetière de Milltown, se déroulent le 19 mars. Lorsque le cortège funèbre remonte l'avenue d'Andersonstown, une voiture banalisée arrive à contresens, et la foule croit à une répétition de l'attaque loyaliste du 16 mars. Elle extrait violemment les deux hommes à bord, les caporaux anglais Derek Wood et David Howes, appartenant au Royal Corps of Signals. Malgré l'intervention d'un prêtre catholique, Alec Reid, les deux caporaux sont frappés, dépouillés, poignardés et tués par balles à bout portant.
Vingt-cinq ans après ce drame, la fille d'un témoin oculaire a écrit une lettre au père de Howes, exprimant son admiration pour ces « vrais Anglais... des hommes forts, courageux et honorables ».

## Représailles
Le 18 septembre 1990, un commando de l'IRA provisoire tire sur Peter Terry, gouverneur de Gibraltar au moment de l'opération Flavius, à travers la fenêtre de sa maison de campagne en Angleterre. Terry est grièvement blessé au visage, et son épouse est blessée plus légèrement.